# Moshe Vardi
Moshe Ya'akov Vardi (hébreu : משה יעקב ורדי), né en juillet 1954, est professeur d'informatique à l'Université Rice, aux États-Unis. Il est titulaire de la chaire Karen Ostrum George en ingénierie informatique, Distinguished Service Professor et directeur de l'institut d'informatique et des technologies de l'information. 

## Parcours professionnel
Moshe Vardi est diplômé Bachelier en physique et informatique de l’Université Bar‐Ilan (Israël) en 1974. En 1980, il obtient un Master du Weizmann Institute of Science. Moshe Vardi a reçu son doctorat en informatique à l'université hébraïque de Jérusalem en 1981. Sa thèse est intitulée The Implication Problem for Data Dependencies in the Relational Model, sous la direction de Catriel Beeri.
Il a travaillé pour IBM, au centre de recherche d'Almaden en Californie. En 1993, il rejoint l'université Rice, dont il dirige le département d'informatique de janvier 1994 à juin 2002.
Il a codirigé la task force de l'Association for Computing Machinery sur la job migration. 
Parmi ses anciens étudiants en thèse, il y a Kristin Yvonne Rozier.

## Recherche
Ses centres d'intérêt concernent principalement l'application de la logique à l'informatique, en particulier la théorie des bases de données, la théorie des modèles finis, la modélisation de la connaissance dans les systèmes multi-agents, la vérification de modèles (model checking), et le raisonnement assisté par ordinateur et l'enseignement de la logique. Moshe Vardi est un expert renommé en model checking, en satisfaction de contraintes en théorie des bases de données, en logique de la connaissance commune et en informatique théorique en général.
Moshe Vardi est l'auteur de plus de 400 articles scientifiques et techniques et l'éditeur de plusieurs collections. Il a écrit les ouvrages Reasoning about Knowledge (avec Ronald Fagin, Joseph Y. Halpern et Yoram Moses) et Finite Model Theory and its Applications (avec Erich Grädel, Phokion G. Kolaitis, Leonid Libkin, Maarten Marx, Joel Spencer, Yde Venema et Scott Weinstein). Il est également le rédacteur en chef de la revue Communications of the ACM.

## Récompenses
Vardi est récipiendaire de trois IBM Outstanding Innovation Awards, corécipiendaire du Prix Gödel en 2000, du Prix Paris Kanellakis en 2005 et du LICS Test-of-Time award en 2006.
Il a également reçu le ACM Presidential Award en 2008, le Distinguished Service Award de la Computing Research Association en 2010 et le prix Harry H. Goode de la société informatique de l'Institute of Electrical and Electronics Engineers en 2011. En 2018, Vardi se voit décerner, avec Tomas Feder, le prix Alonzo Church, « pour leurs contributions fondamentales à la complexité informatique des problèmes de satisfaction des contraintes ». 
Il reçoit le prix Knuth en 2021.
Il est docteur honoris causa des universités de la Sarre, d'Orléans et Liège (2017). Moshe Vardi est l'éditeur de plusieurs revues internationales et le président de l'International Federation of Computational Logicians.
Il a les titres de fellow de la Fondation Guggenheim, de l'Association for Computing Machinery, de l'Association américaine pour l'avancement de la science et de l'American Association for Artificial Intelligence. Il a été reconnu Highly Cited Researcher par l'Institute for Scientific Information. Il a été élu membre de l'Académie nationale d'ingénierie américaine, de l'Academia Europaea et de l'Académie européenne des sciences. Il est nommé à l'Académie américaine des arts et des sciences en 2010.